# Hyperprotidémie
L'hyperprotidémie est une concentration excessive de protéines dans le sang. 

## Synonymies
Protéinémie et protidémie sont en pratique synonymes. Dès lors, hyperprotéinémie et hyperprotidémie sont synonymes. Ou encore, hypoprotéinémie et hypoprotidémie sont synonymes.

## Définition
Les protéines sanguines constituent un groupe très hétérogène comprenant des holoprotéines, des glycoprotéines et des lipoprotéines. Le plasma sanguin contient au moins une centaine de protéines qui ont été isolées et identifiées. 
La protidémie est la quantité de protéines présentes dans le plasma sanguin.
L'hyperprotidémie est l'augmentation anormale de la quantité de protides (ou protéines) dans le plasma.

## Mesures

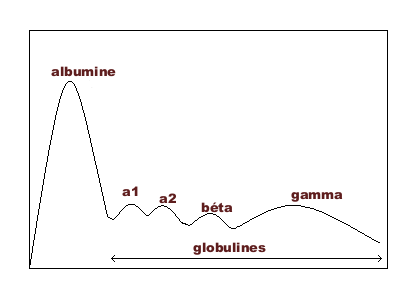
Représentation graphique du résultat de l'électrophorèse de protéines sériques.

Les protéines du plasma sont essentiellement composées de l'albumine et des globulines. Seules les variations de l'albumine et des immunoglobulines ont un effet significatif sur la concentration totale. Leur séparation pour comptage se fait généralement par l'électrophorèse des protéines. Les valeurs normales chez l'adulte sont de 65 à 80 grammes de protides totaux par litre de sérum. La détermination de la concentration plasmatique des protéines est une analyse de première intention. 

## Étiologies
Le dosage des protéines totales plasmatiques est utilisé pour apprécier le fonctionnement du foie, du rein, les dysfonctionnements immunitaires et pour la surveillance des maladies métaboliques et nutritionnelles. 
Une hyperprotéinémie ou hyperprotidémie peut s'observer dans les hémoconcentrations résultant de déshydratations importantes (choléra, diarrhées, états toxiques), en effet l'hémoconcentration se traduit par une hyperprotidémie fonctionnelle et d'installation rapide.
Une hyperprotidémie peut aussi s'observer (liste non limitative) dans les myélomes, la maladie de Waldenström, la maladie d'Addison etc..